# Museo de Arte e Historia de Saint-Denis
El Museo de Arte e Historia de Saint-Denis es un museo situado en la histórica ciudad de Saint-Denis, Francia, en la periferia norte de París. El museo, creado en 1982, está ubicado en un antiguo convento de la Orden de los Carmelitas, fundado en 1625, cerca de la Basílica de Saint-Denis.
El museo tiene exposiciones sobre los carmelitas, la comuna de París y el poeta surrealista Paul Éluard. También hay un departamento arqueológico que se centra en los hallazgos antiguos en los alrededores de la Basílica de Saint-Denis. De septiembre a diciembre de 2007, el museo tenía una exposición sobre la Ruta de la Seda, titulada " Marco Polo et le livre des Merveilles".
En 1982, el Foro Europeo de Museos le otorgó el Premio del museo europeo del año, galardón que reconoce cada año a los nuevos museos que han supuesto avances e innovaciones en el ámbito museístico.

## Galería

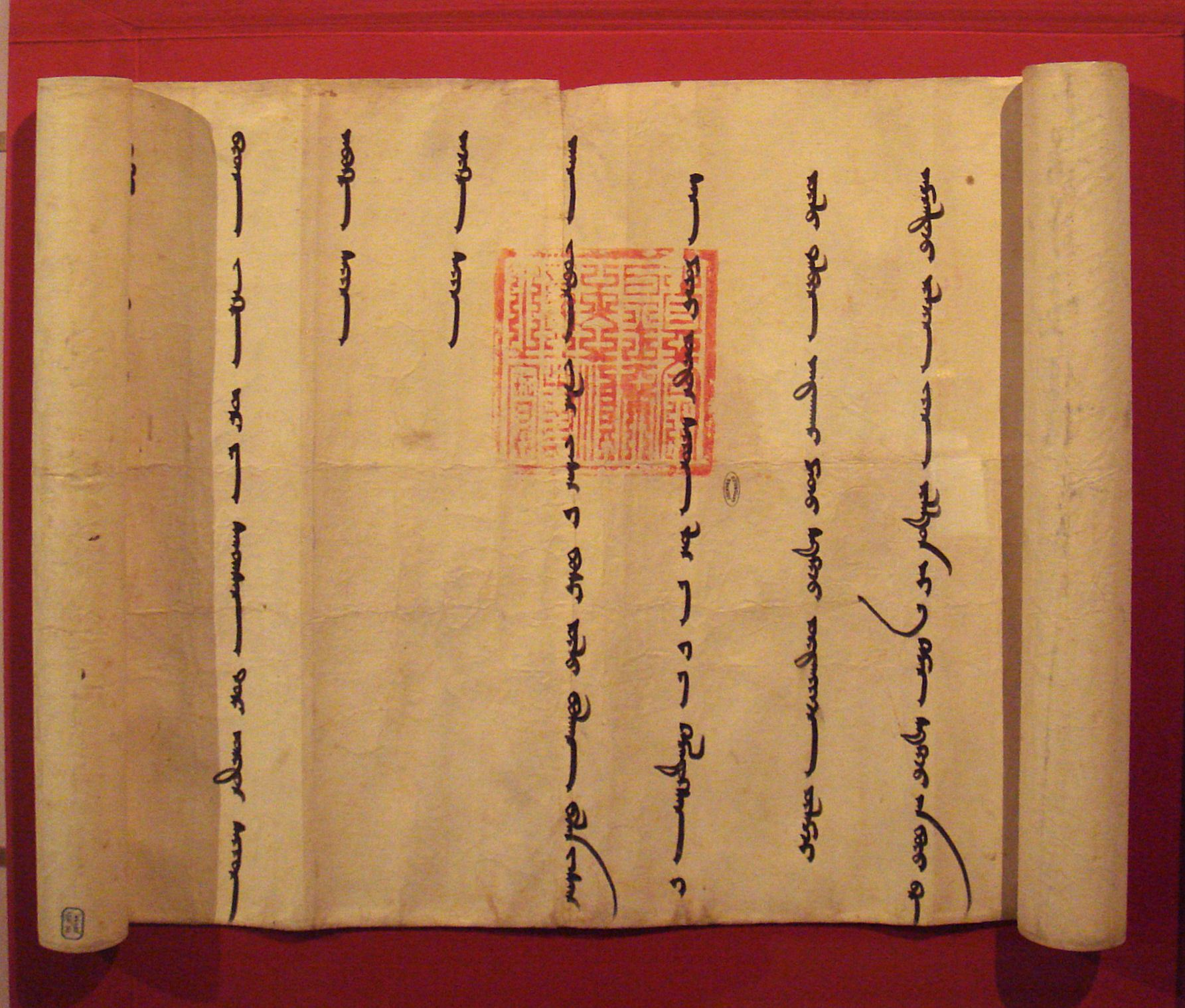
Carta de Oljeitu a Felipe IV de Francia, 1305.
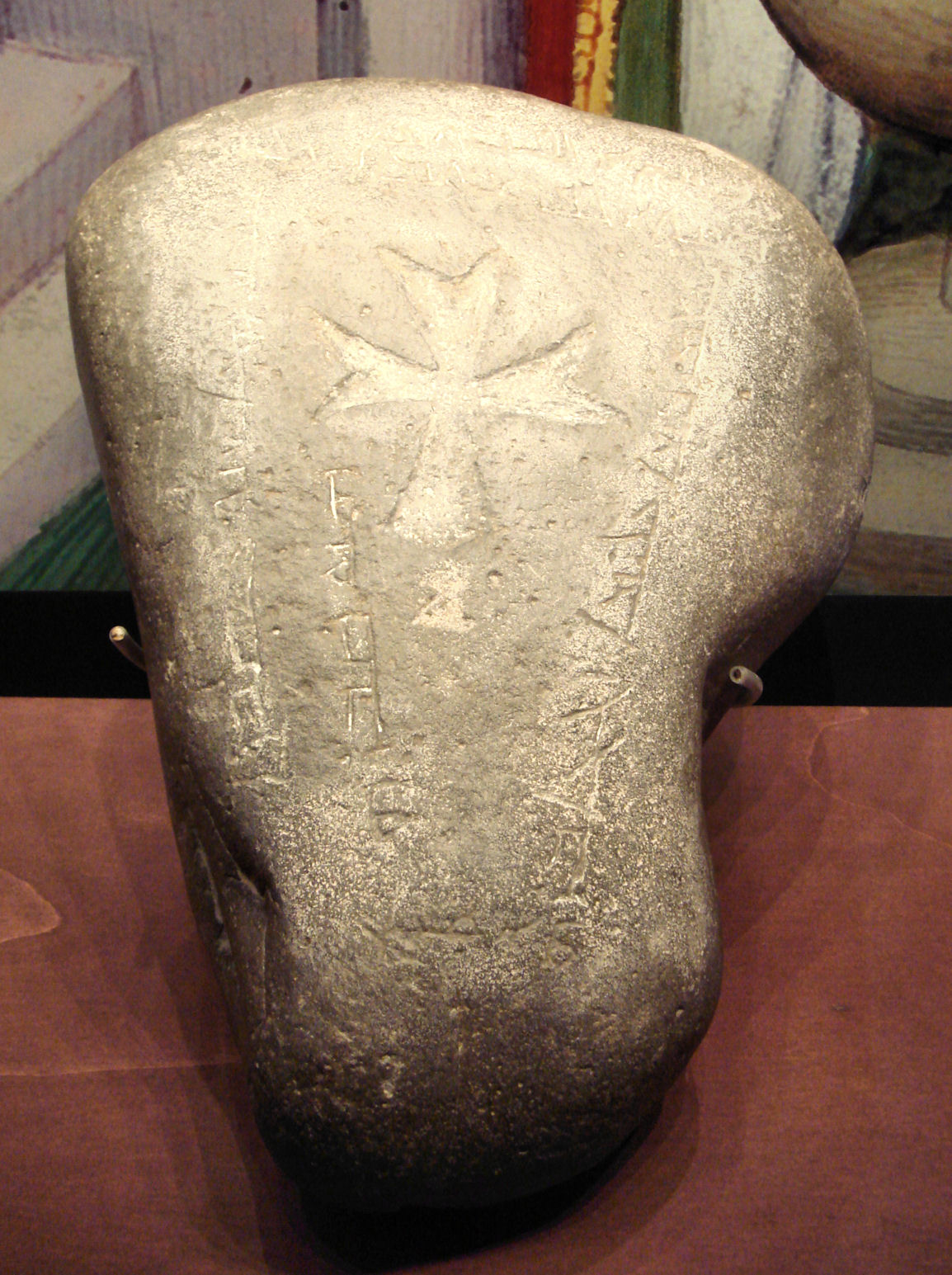
Nestorian tumba de Issyk Kul, datada en 1312. Pieza temporal del Musée Guimet.
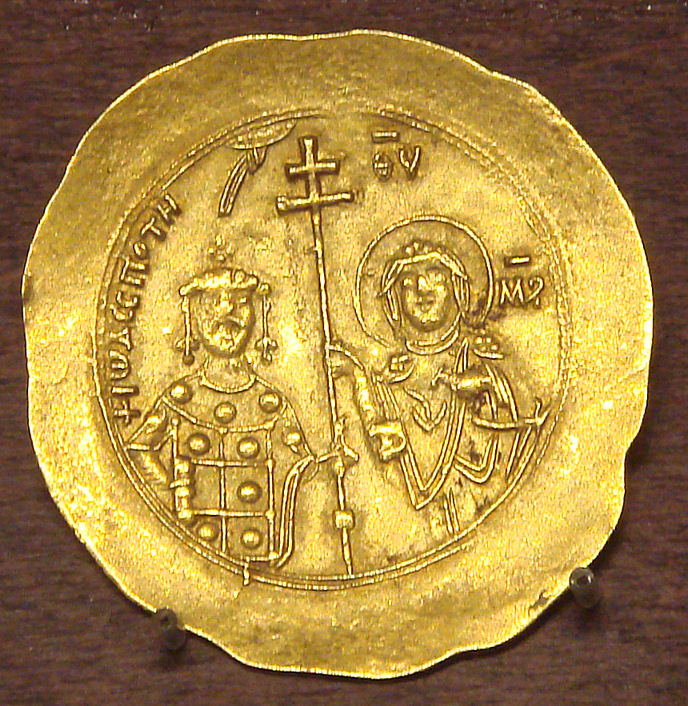
Moneda de plata de Juan II Comneno.
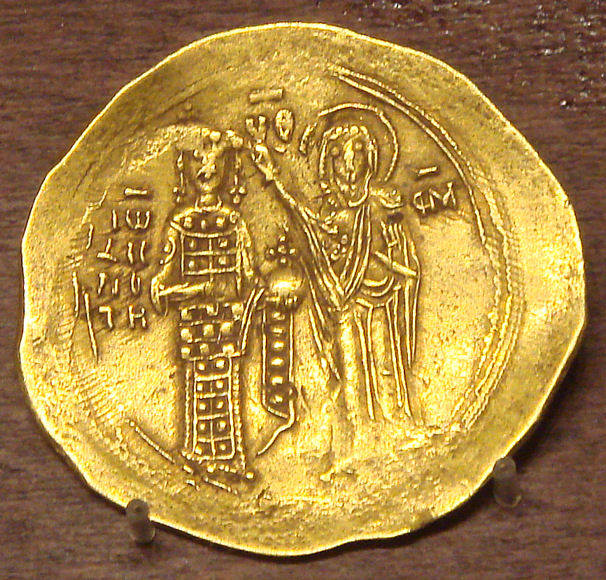
Otra moneda de Juan II Comneno.
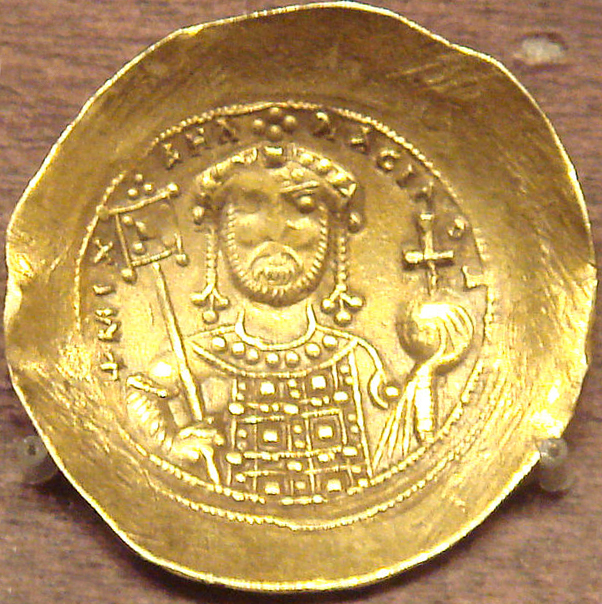
Nomisma de Miguel VII Ducas.
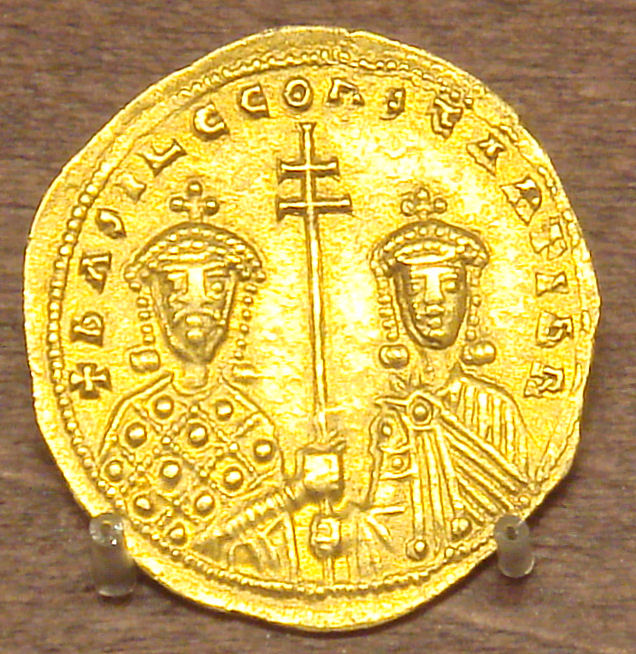
Basilio II and Constantino VIII.